# Klinikum Bremen-Mitte

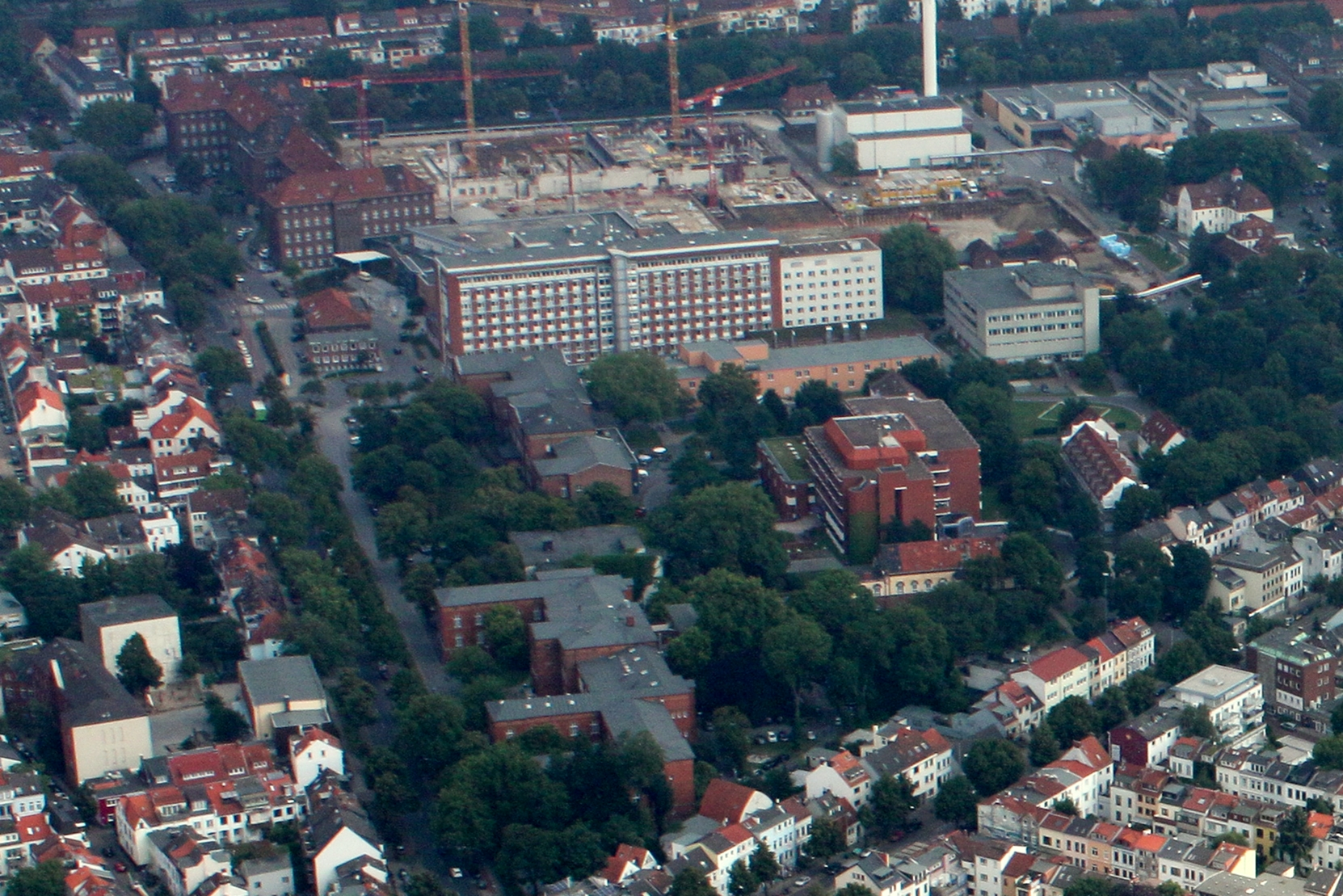
Luftaufnahme aus südwestlicher Richtung

Das Klinikum Bremen-Mitte ist ein Krankenhaus in Bremen. Es gehört wie drei weitere Kliniken (Bremen-Nord, Bremen-Ost und Links der Weser) dem Bremer Klinikverbund Gesundheit Nord gGmbH an.

## Allgemeines
In Deutschland gilt das Klinikum Bremen-Mitte als eines der größten Allgemeinkrankenhäuser und liegt im Stadtteil östliche Vorstadt, Ortsteil Hulsberg. Es stehen insgesamt 926 Planbetten zur Verfügung. Die Klinik ist akademisches Lehrkrankenhaus der Georg-August-Universität Göttingen.
Das Klinikum Bremen-Mitte ist erreichbar mit den Straßenbahnen 2, 3 und 10 und der Buslinie 25 der Bremer Straßenbahn AG sowie den VBN-Regiobuslinien 730 und 740. Die nächstgelegenen Haltestellen sind St.-Jürgen-Straße, Am Hulsberg, Friedrich-Karl-Straße und Klinikum Bremen-Mitte.

## Geschichte

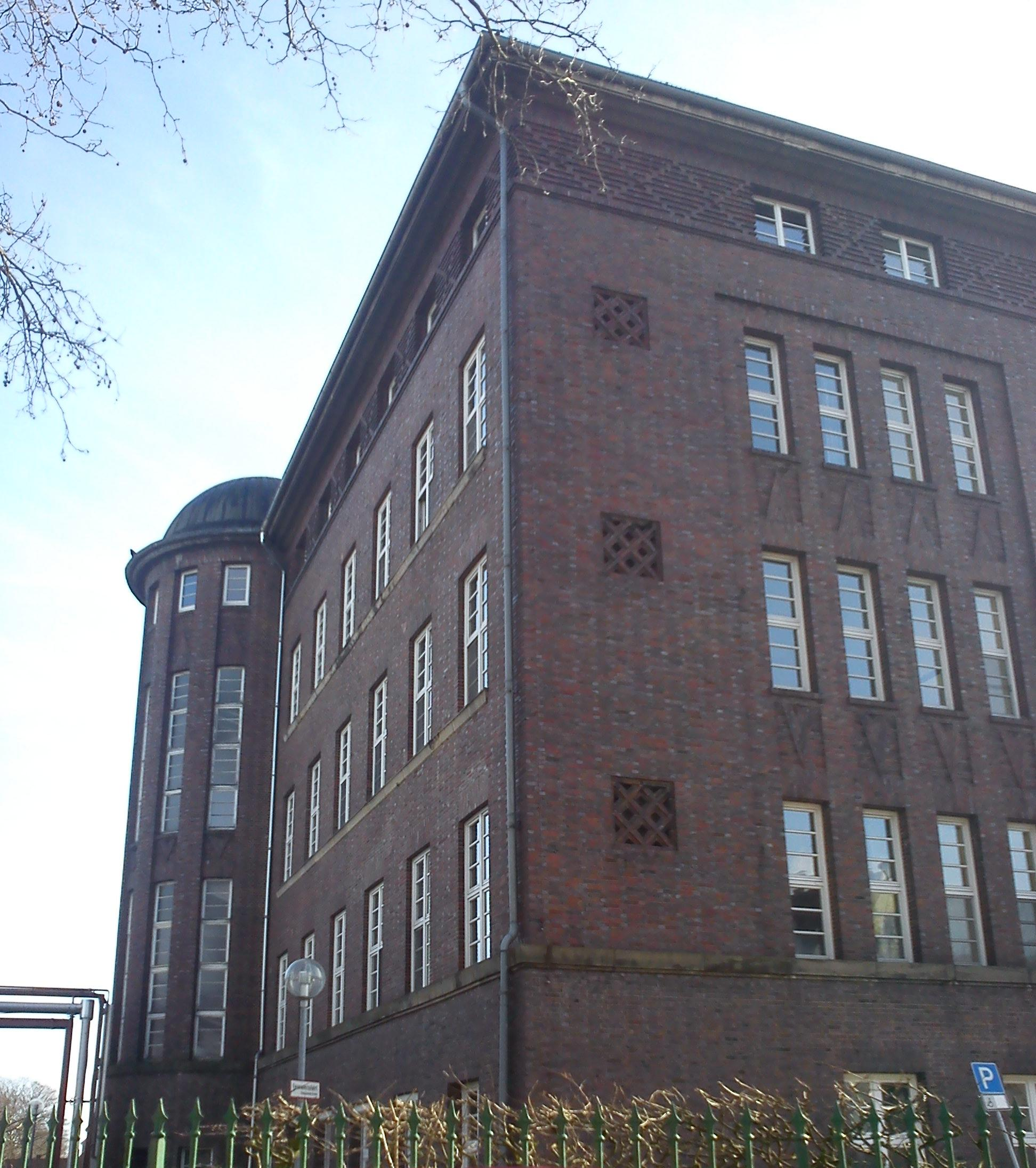
Altes Klinikgebäude Ecke Bismarckstraße/St.-Jürgen-Straße

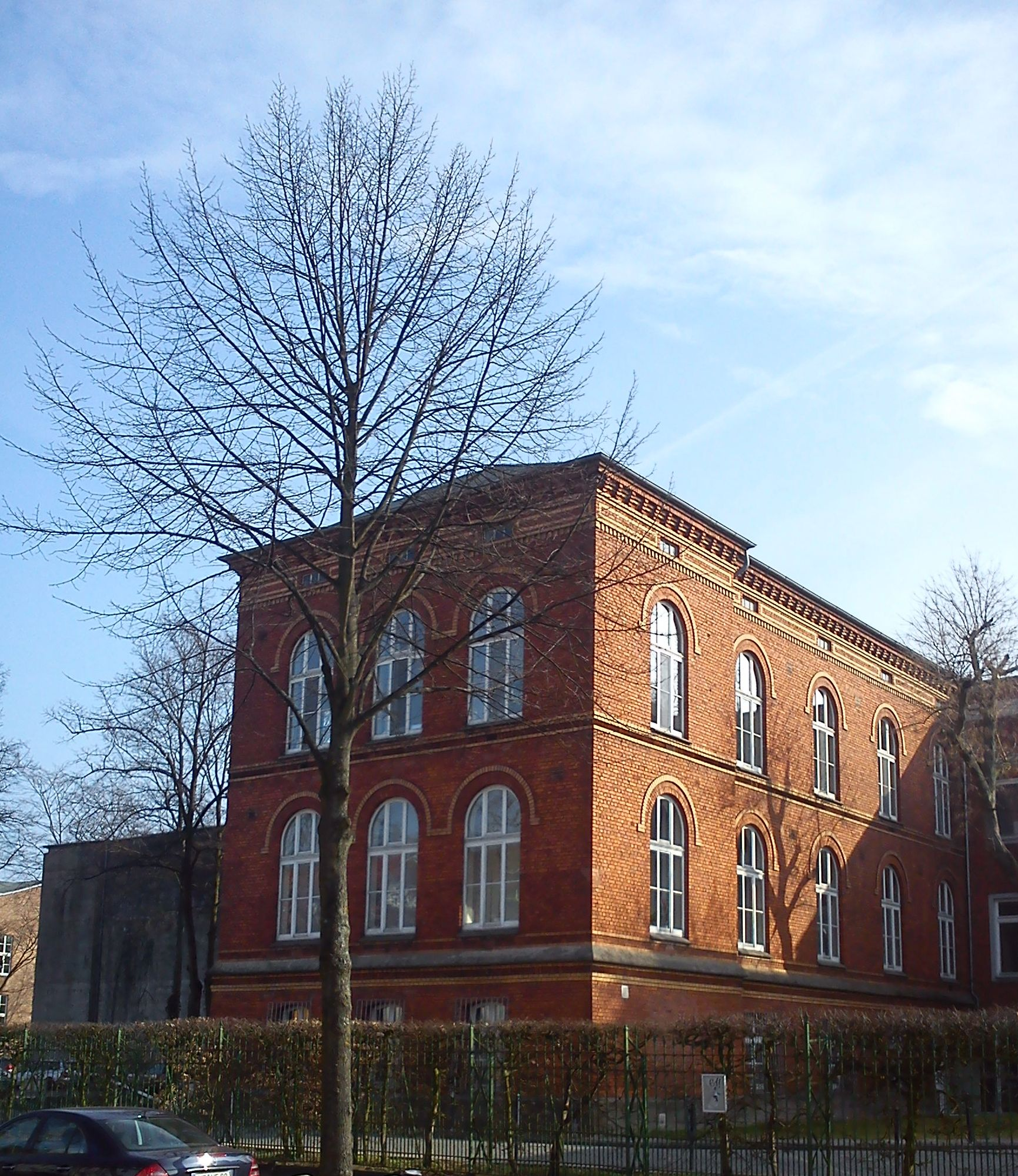
Altes Klinikgebäude an der St.-Jürgen-Straße, Nähe Friesenstraße

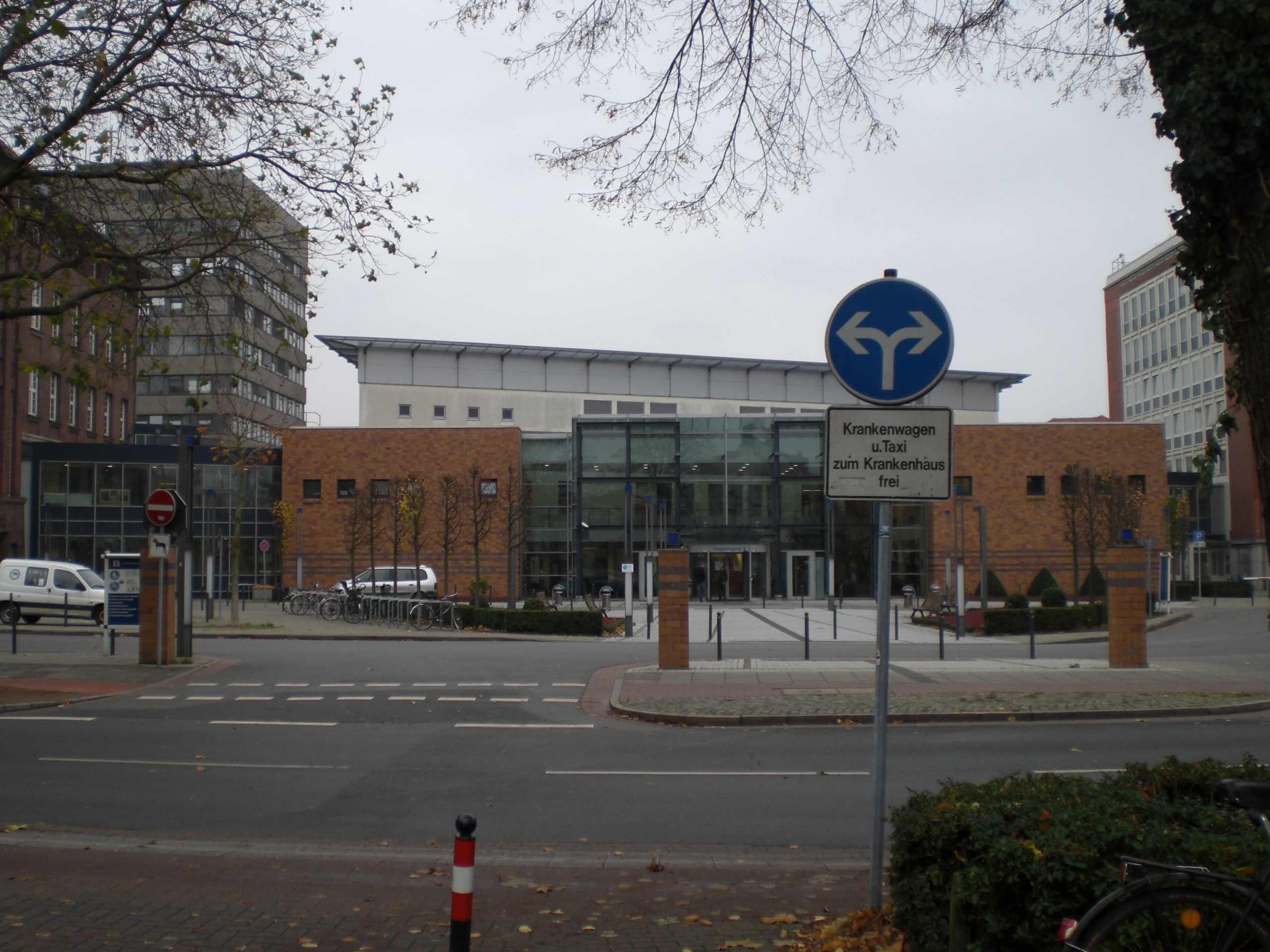
Heutiger Eingangsbereich St.-Jürgen-Straße, Ecke Feldstraße

Auf Beschluss der Bremischen Bürgerschaft erfolgte der Bau eines neuen Krankenhauses, weil das 1823 errichtete Krankenhaus an der Grossenstraße größeren Epidemien (1827 Wechselfieber, 1834 Cholera) nicht mehr gewachsen war.
Die Planung für das erste Gebäude erfolgte durch Baudirektor Alexander Schröder, der im März 1849 mit dem von 1851 bis zu seiner durch den Bremer Senat erfolgten Kündigung zum 1. Mai 1855 verantwortlichen ersten Leitenden Arzt Daniel Eduard Meier Krankenhäuser in Deutschland, Frankreich, Österreich und der Schweiz besichtigt hatte. Die Grundsteinlegung erfolgte am 24. Juli 1849, und am 7. August 1851 zogen die ersten Patienten ein. Der Name St. Jürgen-Krankenhaus wurde von dem mittelalterlichen St. Jürgen-Gasthof abgeleitet. Die Straße vor dem Krankenhaus hieß zunächst Krankenstraße, wurde aber 1865 in St. Jürgen-Straße umbenannt. Das ehemalige Hauptgebäude wurde anfangs Großes Krankenhaus, dann Alte Innere Klinik, später auch die alte HNO genannt und steht unter Denkmalschutz. Sie beherbergt heute eine Cafeteria und ein integriertes Bildungszentrum.
1855 wurde Carl Anton Eduard Lorent ärztlicher Direktor und 1864 Leiter der Krankenanstalt. Es folgte von 1868 bis 1896 als Klinikdirektor Jean Paul Friedrich Scholz.
Mit dem Anstieg der Bevölkerungszahl in Bremen wuchs in den Folgejahren die städtische Krankenanstalt weiter. 1870 kamen eine Lazarettbaracke, eine Pathologie mit Kapelle und ein Luftkurhaus für Tbc-Kranke hinzu. Im Laufe der Zeit entstanden weitere Gebäude, zum Beispiel für Ausschlagkrankheiten und für die Geburtshilfe (bis zu 270 Betten), ein Absonderungshaus (Pockenhaus) mit 29 Betten sowie ein Wohnhaus für die Direktoren, ein Waschhaus und Stallungen.
1889/1890 wurde ein dreistöckiges, verklinkertes Hauptgebäude für die Chirurgie gebaut. Dieses denkmalgeschützte Gebäude wurde 1907/08 erweitert und beherbergte eine Augenklinik und die Urologie.
Die Irrenanstalt mit 62 Betten wurde 1904 aufs Land nach Ellen (heutiges Klinikum Bremen-Ost) verlegt. In den vorhandenen denkmalgeschützten Gebäuden wurden eine Frauen- und eine Augenklinik eingerichtet. 1927–1929 entstand das Medizinische Krankenhaus, später die Neue Innere Klinik genannt.
Die Pathologie des Städtischen Allgemeinen Krankenhauses Bremen wurde 1913 im Reformstil nach Plänen von Ludwig Beermann und Hugo Weber. Institutsleiter war damals Johann Stoevesandt. Das Haus wurde bis Anfang 2022 genutzt.
Ärztlicher Direktor des Klinikums war seit 1920 Otto Heß, zugleich auch Leiter der Medizinischen Klinik. Das Amt des Ärztlichen Direktors wurde ihm 1938 entzogen und dem Leiter der Klinik für Hautkrankheiten, Konrad Burchardi (NSDAP), übertragen; es wurde nach dem Ende des NS-Regimes von Kurt Baden ausgeübt. Die Leitung der Medizinischen Klinik übernahm am 1. Juni 1938 Fritz Stroebe, der 1962 von Dietrich Remy abgelöst wurde.
Der Kinderarzt Rudolf Hess erhielt 1928 die Position eines leitenden Arztes der Kinderabteilung an der Krankenanstalt. 1934 wurde er aus rassistischen Gründen entlassen. Von 1945 bis 1955 wurde er erneut mit der Leitung der Kinderklinik betraut, die 1966 ihm zu Ehren den Namen Hess-Kinderklinik erhielt.
In den 1980er Jahren geriet das Klinikum als Schwarzgeldklinik in die Schlagzeilen der Presse. Verwaltungsdirektor Aribert Galla und einige Helfer hatten bei zahlreichen Geschäften in die eigene Tasche gewirtschaftet. Dieses Verhalten war angesichts einer Größenordnung von 1500 Betten und 200 Millionen Mark Jahresumsatz jahrelang nicht aufgefallen. Zudem waren Bestechungsgelder von Firmen gezahlt und überteuerte Anschaffungen getätigt worden. Der Schaden, der strafrechtliche Folgen hatte, belief sich bei einzelnen Personen auf mehrere hunderttausend Mark.
Im Zusammenhang mit der Bildung einer Klinik-Holding Gesundheit Nord war um 2000 ein Schaden von mehreren Millionen Euro entstanden. Zwei Geschäftsführer der Kliniken wurden rechtskräftig verurteilt.
Eine neue Kinderklinik entstand an der Friedrich-Karl Straße von 2000 bis 2003. Die Stadtgemeinde gab 2007  von dem etwa 19 ha großen Klinikgelände zunächst den südlichen Teil von 6 ha für andere Nutzungen frei.
Im Herbst 2011 wurde bekannt, dass in der Neonatologischen Abteilung der Klinik Bakterien der Gattung Klebsiella mit einer gegen Antibiotika multiresistenten Eigenschaft (ESBL) die Gesundheit von Frühgeborenen gefährdeten. Drei Säuglinge waren an einer ungeklärten Ursache gestorben, zehn weitere waren erkrankt. Ein Krisenteam des Robert Koch-Instituts untersuchte daraufhin die Station, und das Klinikum verhängte einen Aufnahmestopp für die betroffene Neugeborenen-Intensivstation. Die Staatsanwaltschaft Bremen nahm die Ermittlungen auf. Nach Sanierung und Umbau der Station wurde diese am 29. Februar 2012 erneut geschlossen. Der Geschäftsführer des Klinikums sowie der Hygienebeauftragte wurden von ihren Aufgaben entbunden. Bereits wenige Wochen nach Neueröffnung waren mehrere Säuglinge auf der Neugeborenen-Intensivstation mit den gleichen multiresistenten Erregern infiziert gewesen und zwei weitere Säuglinge an Infektionen verstorben.

## Heutige Situation
Auf dem Gelände des Klinikums befindet sich ein Institut für Chinesische Medizin, wo Patienten seit 1999 von einem deutsch-chinesischen Ärzteteam nach den Grundsätzen der traditionellen chinesischen Medizin (TCM) behandelt werden.
2010 wurde ein Zertifizierungsverfahren gemäß der Kooperation für Transparenz und Qualität im Gesundheitswesen (KTQ) abgeschlossen. Im April desselben Jahren begann auf dem Gelände des Klinikums ein teilweiser Neubau zunächst mit der Krankenhausapotheke.
Ein umfangreiches Neubauvorhaben wird zahlreiche übergangsweise errichtete Gebäude ersetzen und die Wege zwischen den verschiedenen Abteilungen verkürzen. Die Fertigstellung der neuen Klinikgebäude sollte 2015 abgeschlossen sein. Die Kosten wurden auf insgesamt rund 230 Millionen Euro geschätzt. Die Finanzierung erfolgt teilweise durch Grundstücksverkäufe, Dabei wird sich die Größe des ursprünglichen Krankenhausgeländes zwischen Am Schwarzen Meer, St.-Jürgen-Straße, Bismarckstraße und Friedrich-Karl-Straße von 19,4 ha auf etwa 5,5 ha verringern.

## Abteilungen
- Augenklinik
- Allgemeine, Viscerale und Onkologische Chirurgie
- Abdominalzentrum
- Gefäßchirurgie
- Anästhesiologie und spezielle Schmerztherapie
- Intensivmedizin und Notfallmedizin
- Mund-, Kiefer- und Gesichtschirurgie, plastische Operationen und Spezielle Schmerztherapie
- Neurochirurgie
- Schlaganfallstation (Stroke Unit)
- Hals-Nasen-Ohrenklinik, plastische Operationen
- Plastische, Rekonstruktive und Ästhetische Chirurgie
- Unfall-, Wiederherstellungs- und orthopädische Chirurgie
- Zentral-OP
- Interdisziplinäres Notfall-Kompetenz-Zentrum
- Frauenklinik
- Brustzentrum
- Medizinische Klinik I
- Medizinische Klinik II
- Medizinische Klinik III
- Professor-Hess-Kinderklinik
- Klinik für Kinderchirurgie und Kinderurologie
- Neonatologie und Pädiatrische Intensivmedizin
- ECMO
- Sozialpädiatrisches Institut (Kinderzentrum)
- Radiologische Diagnostik und Nuklearmedizin
- Kompetenzzentrum Knochenerkrankungen
- Strahlentherapie
- Neuroradiologie
- Urologische Klinik Transplantationszentrum

## Institute
- Allgemeine Hygiene, Krankenhaus- und Umwelthygiene
- Bremer Zentrum für Laboratoriumsmedizin GmbH
- Klinische Pharmakologie
- Zentrum für Pathologie
- Rechts- und Verkehrsmedizin
- Zentralapotheke
- Klinische Neuropathologie

## Leistungsdaten
- Betten: 926 (2023)
- Stationäre Patienten: 39.152 (2014)[15]
- Vollbeschäftigte: 1579 (2014)
- Auslastung: 80,6 % (2011)
- Durchschnittliche Verweildauer: 5,4 Tage (2011)